# Liste der Einträge im National Register of Historic Places im Gray County (Texas)
Die Liste der Registered Historic Places im Gray County führt alle Bauwerke und historischen Stätten im texanischen Gray County auf, die in das National Register of Historic Places aufgenommen wurden.

## Aktuelle Einträge
| Lfd. Nr. | Name im NRHP                        | Bild | Datum der Eintragung | Adresse/Lage                                          | Ort    | NRHP-ID  | Beschreibung |
| -------- | ----------------------------------- | ---- | -------------------- | ----------------------------------------------------- | ------ | -------- | ------------ |
| 1        | Central Fire Station                |      | 30. Dez. 1999        | 203 W. Foster                                         | Pampa  | 99001623 |              |
| 2        | Combs-Worley Building               |      | 30. Dez. 1999        | 120 W. Kingsmille                                     | Pampa  | 99001625 |              |
| 3        | Gray County Courthouse              |      | 20. Feb. 1998        | 205 N. Russell                                        | Pampa  | 98000142 |              |
| 4        | McLean Commercial Historic District |      | 20. Dez. 2006        | Gelegen zwischen Railroad, Rowe, Second und Gray Sts. | McLean | 06001153 |              |
| 5        | Pampa City Hall                     |      | 30. Dez. 1999        | 200 W. Foster                                         | Pampa  | 99001622 |              |
| 6        | Schneider Hotel                     |      | 19. Dez. 1985        | 120 S. Russell                                        | Pampa  | 85003215 |              |
| 7        | US Post Office-Pampa Main           |      | 17. Nov. 1986        | 120 E. Foster                                         | Pampa  | 86003236 |              |
| 8        | White Deer Land Company Building    |      | 14. Jan. 2000        | 116 S. Cuyler                                         | Pampa  | 99001701 |              |